# Fredede bygninger i Morsø Kommune
Denne liste over fredede bygninger i Morsø Kommune viser alle fredede bygninger i Morsø Kommune, bortset fra kirker. Listen bygger på data fra Kulturarvsstyrelsen.
| Sagsnavn                  | Komplekstype | Opførelsesår | Adresse                           | Koordinater                                 | Fredningsår (1. fredning) | ID (Link til Kulturarv.dk) | Billede     |
| ------------------------- | ------------ | ------------ | --------------------------------- | ------------------------------------------- | ------------------------- | -------------------------- | ----------- |
| Dueholm Kloster           |              | 1840         | Dueholmgade 9, 7900 Nykøbing M    | 56°47′40″N 8°51′12″Ø / 56.79455°N 8.85334°Ø |                           | 773-9627-1                 | Upload foto |
| Dueholm Kloster           |              | 1400         | Grønnegade 53, 7900 Nykøbing M    | 56°47′41″N 8°51′10″Ø / 56.79462°N 8.85286°Ø |                           | 773-9635-1                 | Upload foto |
| Dueholm Mejeri            |              | 1800         | Munkegade 22, 7900 Nykøbing M     | 56°47′39″N 8°51′07″Ø / 56.79428°N 8.85201°Ø |                           | 773-17891-2                | Upload foto |
| Dueholm Mejeri            |              | 1800         | Munkegade 22, 7900 Nykøbing M     | 56°47′39″N 8°51′07″Ø / 56.79428°N 8.85201°Ø |                           | 773-17891-3                | Upload foto |
| Galtrup Forsamlingshus    |              | 1876         | Poulsen Dalsvej 7, 7950 Erslev    | 56°50′15″N 8°43′06″Ø / 56.83737°N 8.71835°Ø |                           | 773-53162-1                | Upload foto |
| Havnepakhuset, Nykøbing M |              | 1800         | Toldbodgade 12, 7900 Nykøbing M   | 56°47′42″N 8°51′45″Ø / 56.79505°N 8.86247°Ø |                           | 773-10641-1                | Upload foto |
| Nykøbing Rådhus           |              | 1846         | Raadhustorvet 1K, 7900 Nykøbing M | 56°47′47″N 8°51′41″Ø / 56.79648°N 8.86136°Ø |                           | 773-22453-1                | Upload foto |
| Nørregade 21              |              | 1850         | Nørregade 21, 7900 Nykøbing M     | 56°47′53″N 8°51′45″Ø / 56.79815°N 8.86242°Ø |                           | 773-117705-1               | Upload foto |
| Palæet og Museet          |              | 1846         | Raadhustorvet 2, 7900 Nykøbing M  | 56°47′48″N 8°51′40″Ø / 56.79659°N 8.86102°Ø |                           | 773-130698-1               | Upload foto |
| Palæet og Museet          |              | 1892         | Raadhustorvet 4A, 7900 Nykøbing M | 56°47′48″N 8°51′39″Ø / 56.79653°N 8.86086°Ø |                           | 773-128103-1               | Upload foto |
| Skarregaard               |              | 1840         | Feggesundvej 53, 7900 Nykøbing M  | 56°56′28″N 8°51′58″Ø / 56.94121°N 8.86605°Ø |                           | 773-74410-1                | Upload foto |
| Skarregaard               |              | 1896         | Feggesundvej 53, 7900 Nykøbing M  | 56°56′28″N 8°51′58″Ø / 56.94121°N 8.86605°Ø |                           | 773-74410-2                | Upload foto |
| Skarregaard               |              | 1896         | Feggesundvej 53, 7900 Nykøbing M  | 56°56′28″N 8°51′58″Ø / 56.94121°N 8.86605°Ø |                           | 773-74410-3                | Upload foto |
| Skarregaard               |              | 1896         | Feggesundvej 53, 7900 Nykøbing M  | 56°56′28″N 8°51′58″Ø / 56.94121°N 8.86605°Ø |                           | 773-74410-5                | Upload foto |
| Skarregaard               |              | 1904         | Feggesundvej 53, 7900 Nykøbing M  | 56°56′28″N 8°51′58″Ø / 56.94121°N 8.86605°Ø |                           | 773-74410-6                | Upload foto |
| Skarregaard               |              | 1952         | Feggesundvej 53, 7900 Nykøbing M  | 56°56′28″N 8°51′58″Ø / 56.94121°N 8.86605°Ø |                           | 773-74410-7                | Upload foto |
| Strandgade 61             |              | 1777         | Strandgaden 61, 7900 Nykøbing M   | 56°51′42″N 8°49′39″Ø / 56.86162°N 8.82739°Ø |                           | 773-74887-1                | Upload foto |